# Doris (grup humà)

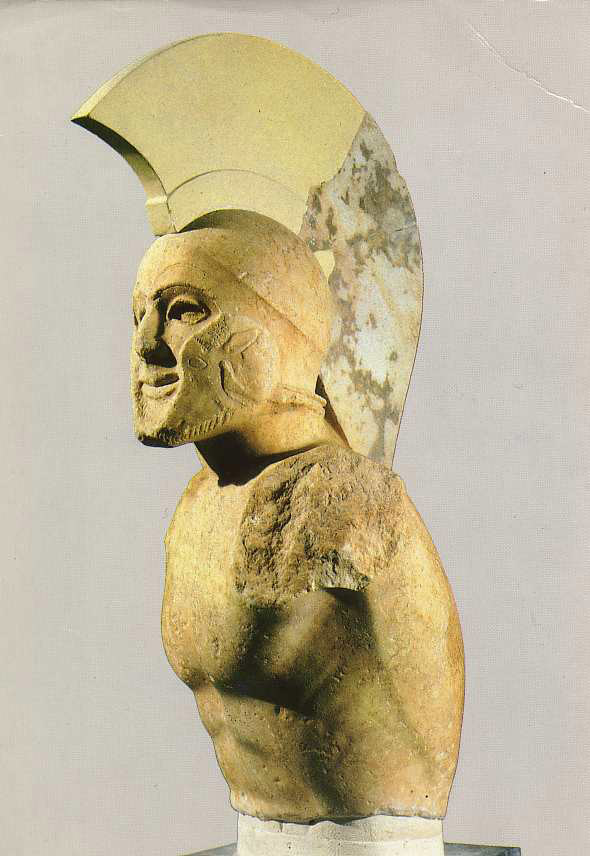
Soldat «molt armat».

Els doris (grec antic: Δωριεῖς) eren un poble indoeuropeu que va envair Grècia el segle XII aC i s'imposà als aqueus. Tot i que hi havia una llegenda que els feia descendir d'Hèrcules i deia que tornaven a la seva pàtria, les excavacions arqueològiques han descobert que al segon mil·lenni eren establerts a la conca del Morava. Una altra llegenda els fa descendir d'un guerrer i heroi mitològic de nom Doro (epònim). Una altra versió sobre la invasió molt estesa a l'antiguitat deia que varen esser uns pobladors muntanyencs incultes provinents del territori de la Dòrida, a la Grècia central. Parlaven una variant pròpia de grec, el grec dòric, un dels grans blocs dialectals del grec antic, i del qual el tsacònic és la sola romanalla moderna.
Segons el relat dels antics, invasió dòrica hauria començat a Tessàlia, d'on hauria continuat avançant cap al sud fins a apoderar-se de bona part del Peloponnès, i allà haurien destruit la civilització micènica entorn de l'any 1200 aC, i de la qual els aqueus només en van conservar una part. Seguidament, hom els atribuïa també la destrucció de la civilització minoica a Creta; també es van estendre a Rodes i altres illes. En realitat, l'ocupació dels doris d'aquests territoris no va ser tan violenta i no es pot atribuir la caiguda d'aquestes grans civilitzacions exclusivament als doris.
Fins al segle ix aC, hi va haver un règim feudal a Argos i Esparta. La senyoria dòrica d'Argos es va estendre per Mègara, Corint, Sició i Egina. En canvi, Esparta va imposar sobre les terres conquerides de Messènia i Arcàdia un règim de dominació i d'esclavatge (els hilotes). Amb el temps, les restes de l'antiga població que no havia fugit i els doris es van fondre en un.
Foren territoris doris al Peloponnès: Mègara, Corint, Sició, Fliünt, Cleones, Argos, Epidaure, Trezè, Hermíona, Egina, Lacònia, Esparta i Messènia. D'allà passaren a les illes, i van ocupar Creta, Melos, Tera, Rodes i Cos i van fundar Cnidos i Halicarnàs a Cària. Corint va fundar colònies a Corcira, Ambràcia, Anactòrion, Lèucada, Apol·lònia i Epidamne (colònia de Corcira).
Les colònies dòriques a Sicília foren: Siracusa (de Corint), Hiblea (de Mègara), Gela (de Rodes), Zancle (poblada per messenis i anomenada Messene), Agrigent (fundada per Gela) i Selinunt (colònia d'Hiblea). A la Magna Grècia, fou dòrica la ciutat de Tarent, fundada per Esparta. Altres ciutats dòriques van ser: Potidea, a la Calcídica (colònia de Corint), i Selímbria, Calcedònia i Bizanci (colònies de Mègara).

## La metamorfosi dels doris
Una narració d'Antoní Liberal narra un mite en què un grup de doris haurien patit una metamorfosi per convertir-se en aucells. Diomedes, després de la guerra de Troia i de retornar a Argos, va partir a Calidó per destronar Agri i els seus fills i retornar el tron al seu avi Eneu. De retorn a Argos, però, una tempesta l'arrossegà a la costa itàlica, a la regió de la Pulla. Daune, el rei dels daunis, va saber que Diomedes havia arribat a la costa, i coneixent les seves aventures, li va demanar que l'ajudés en la guerra contra els messapis, a canvi d'una part del territori conquerit i de la mà de la seva filla. Diomedes va acceptar i va lluitar contra els messapis. Després de la victòria, va rebre el territori i el va repartir entre els doris que l'acompanyaven. Va morir de vell entre els daunis, i els doris li van retre honors fúnebres. Els doris cultivaven la terra que s'havien repartit en lots i tenien magnífics ramats. Però, quan va morir Daune, els bàrbars i els il·liris van fer una aliança contra els doris per arrabassar-los les terres. Quan els doris estaven oferint un sacrifici, els il·liris van fer una incursió i els van matar tots. Zeus va voler que els cossos dels grecs desapareguessin i les seves ànimes es van transformar en ocells. Es deia que, si una nau grega arribava a la costa, els ocells l'acompanyaven, però si era il·líria, s'amagaven i desapareixien tots.